# Расчётная схема сооружения
Расчётная схема сооружения — в строительной механике, упрощённое изображение сооружения, принимаемое для расчёта. Различают несколько видов расчётных схем, отличающихся основными гипотезами, положенными в основу расчёта, а также используемым при расчёте математическим аппаратом. Чем точнее расчётная схема соответствует действительному сооружению, тем более трудоёмок его расчёт.

## Классификация расчётных схем
- По характеру учёта пространственной работы – одно-,  двух- и трёхмерные.
- По  виду неизвестных – дискретные, дискретно-континуальные и континуальные.
- По виду конструкций, положенных в основу расчётной схемы – стержневые, пластинчатые, оболочковые и массивные.
- По учёту инерционных сил – статические и динамические.

## Элементы расчётной схемы
Расчётная схема состоит из условных элементов: стержней,  пластин, оболочек, массивов и связей.
Стержни используют в расчётных схемах стержневых конструкций (стоек, балок,  арок и др.), систем из таких конструкций (ферм, рам, сетчатых оболочек), а также для приближённого расчёта плоскостных конструкций (например, несущих стен зданий).
Пластины треугольной и четырехугольной формы являются основными конечными элементами при расчёте методом конечных элементов плоскостных конструкций (стен и плит перекрытий зданий).
Оболочки являются расчётной схемой различных пространственных конструкций (куполов, сводов, оболочек).
Массивы в расчётных схемах используются, как правило, в качестве недеформируемых опор пролётных конструкций, опирающихся на сжимаемое основание.
Связи в расчётных схемах соединяют между собой отдельные элементы, а также конструкцию с основанием. В расчётных схемах связи различаются по числу степеней свободы, которые они отнимают от системы. Связи могут быть дискретные и распределённые (континуальные). Стержни и пластины, соединённые распределёнными связями, называются составными стержнями и пластинами.

## Расчётные схемы многоэтажных зданий
Многоэтажное здание  является сложной пространственной системой, которая в зависимости от этажности, особенностей конструктивной системы и действующих нагрузок, рассчитывается с разной степенью детализации с использованием различных расчётных схем. В современной практике проектирования расчёт здания, как правило, выполняется по специальным программам с применением вычислительной техники.
При одномерной расчётной схеме здание рассматривается как консольный тонкостенный стержень или система стержней, упруго или жёстко закреплённых в основании. Предполагается, что поперечный контур стержня или системы стержней неизменяем.
При двухмерной расчётной схеме здание рассматривается как плоская конструкция, способная воспринимать только такую внешнюю нагрузку, которая действует в её плоскости. Для определения усилий в вертикальных несущих конструкциях условно принимается, что все они расположены в одной плоскости и имеют одинаковые горизонтальные перемещения в уровне перекрытий.
При трёхмерной расчётной схеме здание рассматривается как пространственная система, способная воспринимать приложенную к ней пространственную систему нагрузок.

Двухмерные расчётные схемы стены с регулярно расположенными по вертикали проёмами (a): составной стержень (b); многоэтажная рама (c); пластинчатая система МКЭ (d)

В дискретных расчётных схемах неизвестные усилия или перемещения определяют для конечного количества узлов системы путём решения систем алгебраических уравнений. Дискретные расчётные схемы наиболее приспособлены для расчёта методом конечных элементов. Такие схемы широко используют для моделирования не только стержневых систем, но и сплошных пластин и оболочек.
В дискретно-континуальных расчётных схемах неизвестные силовые факторы или перемещения задают в виде непрерывных функций вдоль одной из координатных осей. Неизвестные функции определяются решением краевой задачи для системы обыкновенных дифференциальных уравнений. Дискретно-континуальные расчётные схемы получили особо широкое применение в 1960—80 годах прошлого века для расчёта стен и вертикальных диафрагм жёсткости многоэтажных зданий с регулярным расположением проёмов, когда вычислительные возможности ЭВМ были весьма ограничены. Эти расчётные схемы основаны на теории составных стержней, которую в 1938—1948 гг. разработал А. Р. Ржаницын. По-видимому, впервые теория составных стержней была использована в работе. В дальнейшем R. Rosman, . П. Ф. Дроздов, Д. М. Подольский и другие авторы предложили для расчёта зданий повышенной этажности различные модификации теории составных стержней.
В теории составных стержней принимается, что стержни деформируются только от продольных сил и изгиба. Между тем вертикальные диафрагмы жёсткости многоэтажных зданий часто имеют такие соотношения размеров в плане и по высоте здания, для которых необходимо учитывать деформации сдвига. Расчёт пространственных составных систем многоэтажных зданий с учётом деформаций сдвига на основе синтеза теории составных стержней А. Р. Ржаницына и теории тонкостенных пространственных систем В. З. Власова разработали В. И. Лишак, Б. П. Вольфсон и другие авторы.
В континуальных расчётных схемах неизвестные силовые факторы или перемещения задают в виде непрерывных функций вдоль двух или трёх координатных осей. Неизвестные функции определяются решением краевой задачи для системы уравнений в частных производных. В отдельных случаях применение континуальной расчётной схемы позволяет получить решение в виде конечных формул. Однако эти случаи весьма редки. Поэтому такая расчётная схема применяется редко.
Примеры двухмерных расчётных схем стены с проёмами, являющейся вертикальной диафрагмой жёсткости здания, показаны на рисунке справа.